# استیمر پراودا
استیمر پراودا (به انگلیسی: Steamer Pravda) یک کشتی است.